# Rovereto
Rovereto es una ciudad italiana de 36.000 habitantes, segundo municipio de la provincia de Trento en población después de la capital. 

## Historia
Villa veneciana desde 1416, hasta su conquista por Maximiliano I de Habsburgo en 1509. El 3 de noviembre de 1918 las tropas italianas entrarían en la ciudad.

## Economía
En el pasado Rovereto fue un importante centro para la manufactura de la seda. La producción actual incluye vino, goma, chocolate y gafas. En Rovereto surgieron, en 1941, las gafas Sferoflex, actualmente absorbidas por Luxottica. Otras empresas destacadas ubicadas en Rovereto con Marangoni Pneumatici, Lepetit, Cioccolato Cisa y Metalsystem. 

## Lugares y eventos de interés
La Campana dei Caduti («Campana de los caídos»), situada sobre la Colina Miramare, suena todas las tardes en recuerdo de los caídos en todas las guerras.
En el verano de 2008 fue una de las sedes de "Manifesta 7", la bienal europea de arte contemporáneo, que es uno de los acontecimientos más destacados en el campo de este arte, junto con la Bienal de Venecia y la Documenta de Kassel. 
El Museo de Arte Moderno y Contemporáneo de Trento y Rovereto (MART), es un destacado museo que ofrece exposiciones temporales, actividades educativas y una notable colección permanente.
En la zona de Lavini di Marco se han encontrado huellas de dinosaurios. La especie se ha identificado con el herbívoro Camptosaurus y el carnívoro Dilophosaurus.
Marco, cerca de Rovereto, tiene un enorme desprendimiento que fue recogido por Dante Alighieri en su La Divina Comedia: Qual è quella ruina che nel fianco di qua da Trento l'Adice percosse, o per tremoto o per sostegno manco (Infierno, canto XII), esto es:
Como aquella ruina, cuyo flanco
de acá de Trento azotó el Adigio,
o por terremoto o de base falta,...

## Evolución demográfica
| Gráfica de evolución demográfica de Rovereto entre 1861 y 2001 |
|                                                                |
| Fuente ISTAT - elaboración gráfica de Wikipedia                |

## Ciudades hermanadas
La ciudad de Rovereto está hermanada con:
- Dolní Dobrouč, República Checa
- Forchheim,  Alemania
- Kufstein,  Austria